# Operacja Undergo
Operacja Undergo (znana też jako druga bitwa o Calais) – atak kanadyjskiej 3 Dywizji Piechoty na niemiecki garnizon i fortyfikacje francuskiego portu Calais we wrześniu 1944 r. Była to operacja pomocnicza wykonana w celu zneutralizowania niemieckiej baterii ciężkiej artylerii przybrzeżnej dalekiego zasięgu na przylądku Cap Gris-Nez nieopodal Calais, która zagrażała alianckim okrętom zbliżającym się do portu w Boulogne, zdobytego 22 września. Operacja Undergo stanowiła część większej operacji oczyszczenia wybrzeża Kanału La Manche podjętej przez 1 Armię Kanadyjską po zwycięstwie operacji Overlord i przełamaniu frontu w Normandii. W ataku na Calais wykorzystano taktykę z operacji Wellhit w Boulogne, otaczając  miasto szczelnym kordonem, bombardują je z lądu, z morza i powietrza, a następnie przypuszczając ataki piechoty wspieranej przez pojazdy pancerne, w tym czołgi wyposażone w miotacze płomieni i trały przeciwminowe.
Miasto zostało ogłoszone fortecą (niem. Festung), ale pod mocną presją ze strony przeciwnika jego niezbyt silny garnizon wymagał niewielkiej akcji, aby zmusić go do kapitulacji. Sytuacja powtórzyła się także w Cap Gris-Nez. Kanadyjska 7 i 8 Brygada Piechoty rozpoczęły główny atak z południowo-zachodniej części Calais i oczyściły zewnętrzne umocnienia po południowej i zachodniej stronie portu. 8 Brygada została następnie przeniesiona na stronę wschodnią, a wewnętrzne linie obronne zostały zaatakowane z obu stron. Niemcy poprosili o rozejm, który po pewnym nieporozumieniu doprowadził do bezwarunkowej kapitulacji garnizonu. 9 Brygada zdobyła jednocześnie baterie ciężkiej artylerii na Cap Gris-Nez.

## Tło sytuacyjne

### Alianckie przełamanie frontu
W północnej Francji wszystkie siły zbrojne Wehrmachtu wycofały się po katastrofie pod Falaise i alianckim przełamaniu frontu. Nie było rezerw obronnych, na których mógłby polegać, ponieważ Adolf Hitler zabronił ich tworzenia. Szybkie postępy alianckie we wschodniej Francji i w południowej Belgii rozciągnęły jednak linie zaopatrzenia Sprzymierzonych. Zdobycie portów w celu ich skrócenia zostało powierzone 1 Armii Kanadyjskiej przez głównodowodzącego alianckich sił lądowych, gen. Bernarda Montgomery' ego, który uznał, że potrzebuje pięciu portów przy kanale La Manche: Hawru, Dieppe, Boulogne, Calais oraz Dunkierki do zaopatrywania 21 Grupy Armii, jeśli podjęta zostanie próba przeniesienia walk na terytorium Niemiec bez uprzedniego otwarcia dostępu do portu w Antwerpii. Większość portów została ufortyfikowana, a ich garnizony otrzymały rozkaz utrzymywania fortec tak długo, jak to możliwe.

Dowódca twierdzy Calais, ppłk Ludwig Schröder nazwał podległy mu garnizon, składający się z 7,5 tys. spieszonych marynarzy Kriegsmarine, personelu naziemnego Luftwaffe i garstki żołnierzy wojsk lądowych, z których tylko 2,5 tys. nadawało się do wykorzystania w walce jako piechota, „zwykłymi śmieciami”. Wielu żołnierzy garnizonu to francuscy Volksdeutsche prawie bez przeszkolenia wojskowego oraz Hiwisi (tzw. ochotnicy wyciągnięci z obozów jenieckich w Europie Wschodniej, najczęściej byli żołnierze Armii Czerwonej). Morale było bardzo niskie, a żołnierze niezwykle podatni na aliancką propagandę. Raport z przesłuchań niemieckich jeńców po bitwie stwierdził, że: 

Personel wojskowy był stary wiekiem, schorowany i brakowało mu zarówno woli walki, jak i oparcia się sile perswazji podczas przesłuchania; personel marynarki nie był w ogóle przystosowany do działań na lądzie; tylko siły powietrzne i kanonierzy artylerii przeciwlotniczej wykazywali wszelkie oznaki dobrego morale i byli również jedynym młodym elementem całego garnizonu

Schröder został oceniony przez przesłuchujących go oficerów alianckiego wywiadu jako „mierny i losowy” przywódca, który został dowódcą garnizonu przez przypadek.

### Teren bitwy

Mapa Côte d'Opale

Wybrzeże francuskie biegnie niemal dokładnie północ powyżej Boulogne, po czym ostro skręca w Cap Gris-Nez w kierunku północno-wschodnim, który ciągnie się aż do granicy z Belgią. Nie ma tam dużych naturalnych portów, ale na nisko położonym terenie w Calais powstał ważny dla gospodarki regionu sztuczny port morski. Krajobraz wokół Cap Gris-Nez i Cap Blanc-Nez jest kontynuacją pofałdowanych wiejskich wzgórz Boulonnais, a Calais znajduje się na wybrzeżu niskiej, płaskiej równiny osuszonej przez rzekę Aa i stworzone przez człowieka cieki wodne. Miasto było ufortyfikowane od wieków; po raz ostatni bronili się tam Brytyjczycy i Francuzi cztery lata wcześniej, podczas oblężenia Calais w czerwcu 1940 r. Po zakończeniu kampanii francuskiej nowa twierdza została dodana do niemieckiego systemu obrony wybrzeża Atlantyku, znanego jako Wał Atlantycki. W 1944 r. Niemcy mieli 42 ciężkie działa w pobliżu Calais, w tym pięć baterii zdolnych do ostrzelania terytorium brytyjskiego po drugiej stronie kanału La Manche, Batterie Lindemann (cztery działa 406 mm w Sangatte), Batterie Wissant (działa 150 mm w pobliżu Wissant), Batterie Todt (cztery działa 380 mm), Grosser Kurfurst (cztery działa 280 mm) oraz Gris Nez (trzy działa 170 mm). Niemcy naruszyli systemy irygacyjne w okolice, zalewając przedpole swoich pozycji oraz zainstalowani gęste zasieki z drutu kolczastego, pola minowe i bunkry.

## Preludium
Alianci uznali, że konieczne jest uciszenie niemieckich baterii ciężkich dział przybrzeżnych wokół Calais, które mogłyby zagrozić transportom zaopatrzenia w Boulogne oraz ostrzeliwać Dover i inne cele w Anglii oraz we Francji. Gen. Spry opracował plan podobny do operacji Wellhit, która doprowadziła do szybkiego zdobycia Boulogne na początku września. Bombardowanie z lądu, morza i powietrza miało „zmiękczyć” obrońców, nawet jeśli nie zniszczy ich obrony. Po nich nastąpiłaby seria ataków piechoty poprzedzona lokalnymi bombardowaniami, aby trzymać obrońców przyciśniętych do ziemi aż do chwili kontaktu z nacierającą piechotą. Aby natarcia były skuteczniejsze, miały w nich wziąć udział czołgi Churchill Crocodile i transportery Universal Carrier zwane przez żołnierzy Wasp (ang. osa), wyposażone w miotacze płomieni. Pojazdy opancerzone Kangaroo miały zostać wykorzystane do przetransportowania piechoty tak blisko ich celów, jak to możliwe.
Ataki w stronę Calais zaplanowano z zachodu i południowego zachodu, unikając najbardziej zalanych terenów i głównych obszarów miejskich. Atak kanadyjskiej 8 Brygady z zachodu był skierowany przeciwko pozycjom w Escalles, w pobliżu Cape Blanc Nez i Noires Mottes, natomiast kanadyjska 7 Brygada miała zaatakować garnizony w Belle Vue, Coquelles i samo Calais. Wschodnia część miasta została zablokowana przez Pułk The Cameron Highlanders of Ottawa, aby zapobiec ewentualnej próbie przebicia się wojsk nieprzyjaciela z okrążenia; w tym samym czasie kanadyjska 9 Brygada zluzuje 7 Pułk Rozpoznawczy na Cap Gris-Nez i przygotuje się do przechwycenia baterii artyleryjskich.
Pod koniec września Montgomery otrzymał od Naczelnego Dowódcy Alianckich Sil Ekspedycyjnych, gen. Dwighta Eisenhowera rozkaz odblokowania portu Antwerpii poprzez oczyszczenie ujścia Skaldy, dlatego naciskał gen. Harry' ego Crerara, aby przejął porty przy kanale La Manche jak najszybciej. Crerar zdawał sobie sprawę z ogromnego wysiłku włożonego w przechwycenie portów i czasu potrzebnego na ich ponowne uruchomienie. Po zasięgnięciu opinii dowódców Royal Navy zdecydował, że jest gotów zaakceptować „maskowanie” Calais (izolowanie nieprzyjacielskiego garnizonu przy użyciu mniejszych sił i rezygnację ze szturmu) oraz przesunięcie żołnierzy oraz sprzętu 1 Armii Kanadyjskiej w rejon Skaldy, ale nie zostało to przekazane gen. Spry, który kontynuował atak na Calais.

## Bitwa

### Wissant
Kanadyjska 7 Brygada otoczyła Calais na początku września, a Pułk Strzelców Regina zdobył nadmorskie miasto Wissant, izolując baterie od Cap Gris-Nez do Calais i przejmując Batterie Wissant z czterema działami 150 mm. Sukces ten skłonił gen. Spry do zaatakowania Cap Gris-Nez dwoma batalionami, ale próba się nie powiodła, a obszar ten pozostawiono na później.

### Calais

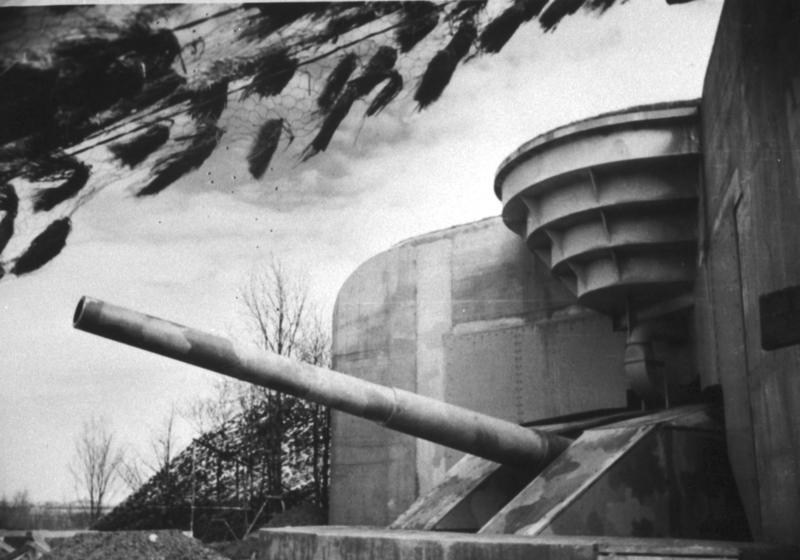
Działo 380 mm z Batterie Todt

Kanadyjska 7 i 8 Brygada piechoty rozpoczęły atak na Calais i jego zachodnią linię obrony wybrzeża o godz. 10:15 25 września, po dniu opóźnienia, poprzedzony bombardowaniem z powietrza i przygotowaniu artyleryjskim. Pułk de la Chaudière mieli przejść przez Escalles, biorąc Cap Blanc Nez i połączyć się w pobliżu Sangatte z Pułkiem North Shore. North Shores mieli trudne zadanie zdobycia ufortyfikowanych pozycji w Noires Mottes, wysokiego terenu w pobliżu Sangatte i miejsca ulokowania Batterie Lindemann. Aby ochronić kanadyjską aktywność wokół Cap Blanc Nez i Calais przed obserwatorami artyleryjskimi i ostrzałem ze strony baterii w Cap Gris-Nez, na pięć dni rozstawiono zasłonę dymną wzdłuż linii wyjściowej natarcia 3 km w głąb lądu od Wissant. Zdobycie Cap Blanc Nez okazało się nieoczekiwanie łatwe. Gdy tylko atak Chaudierów dotarł do pierwszej linii obrony, garnizon wywiesił białą flagę. Rozbrojenie nieprzyjacielskich żołnierzy ukończono dwie godziny później, a według niektórych relacji większość obrońców była pijana.
Atak North Shores na Noires Mottes był wspierany przez Hobart’s Funnies z brytyjskiej 79 Dywizji Pancernej i ostrzał dział Pułku Fort Garry Horse podczas przekraczania pól minowych, a także czołgi Churchill Crocodile w celu likwidowania niemieckich punktów umocnionych. Próby poddania się przez małe grupy Niemców zostały udaremnione przez ostrzał ze strony własnych linii. Pierwszy atak został powstrzymany przez obrońców i kratery bombowe, które zablokowały czołgi po zapadnięciu zmroku, gdyż w ciemności załogi mogły wjechać do nich swoimi maszynami. Rozpoczęto negocjacje z pomocą wziętych do niewoli na Cap Gris-Nez niemieckich jeńców, po czym garnizon Noires Mottes poddał się o świcie następnego dnia, 26 września. Potężna pozycja obronna i prawie 300 jeńców zostało schwytanych relatywnie niewielkim kosztem; oddano również Batterie Lindemann w Sangatte. Badanie bunkrów wykazało, że wiele wejść do nich  było zablokowanych przez miny-pułapki.
Szybki sukces kanadyjskiej 8 Brygady zaowocował zdobyciem terenów, które górowały nad frontem ataku 7 Brygady, co znacznie pomogło jej w atakach na wzgórze Belle Vue i Coquelles. Pułk Szkocko-Kanadyjski, Pułk Strzelców Regina i Królewski Pułk Montreal miały zaatakować  fortyfikacje Belle Vue i dojść do wybrzeża na wschód od Sangatte. Początkowo, podążając tuż za nękającym ostrzałem artyleryjskim, Kanadyjczycy przejęli pierwszą linię obrony. Bombardowanie było jednak niedokładne, przeoczyło wiele niemieckich punktów umocnionych, za to zadało straty żołnierzom Pułku Strzelców Regina (przypadek bratobójczego ognia), dopóki rezerwy, Pułk Szkocko-Kanadyjski i czołgi z miotaczami ognia nie pokonały obrońców. Kanadyjska 8 Brygada dotarła do Sangatte rankiem 26 września, a zdobywszy wszystkie swoje cele ukończone, została przeniesiona na wschodnią stronę Calais, zluzowała Pułk Cameron Highlanders i wywierała presję na przeciwnika z innego kierunku.

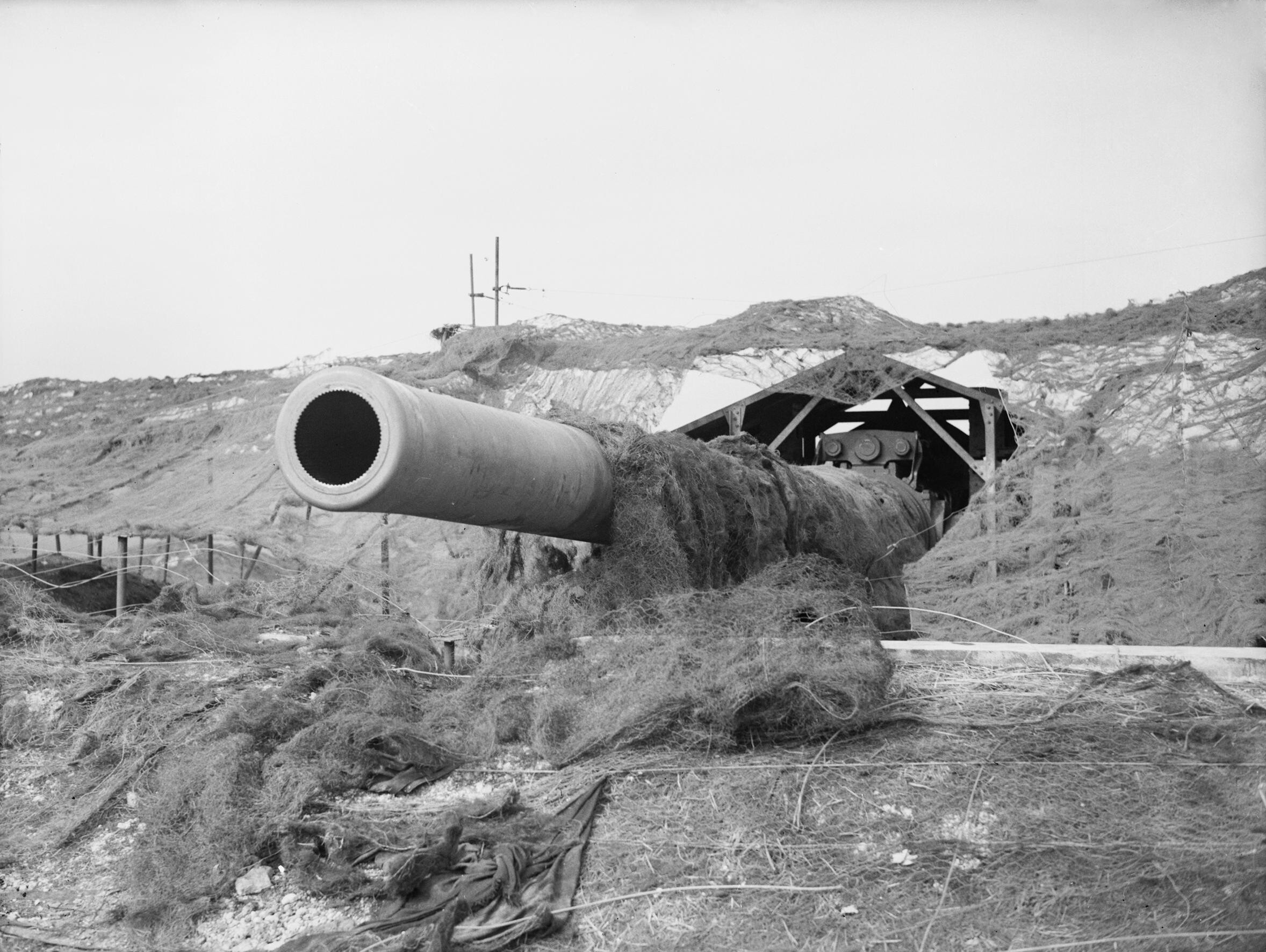
Winnie - brytyjskie działo 14-calowe w St Margaret-at-Cliffe niedaleko Dover w Anglii

Kolejnym etapem był atak kanadyjskiej 7 Brygady przez Coquelles i zalane tereny do Fortu Nieulay oraz frontalny atak na Calais przez Pułk Strzelców Regina, płynących w amfibiach wzdłuż linii kolejowej przez najbardziej zalane tereny na południowy zachód od obszaru dzielnicy przemysłowej. Te ataki były trudne, obrońcy nie ustępowali i musieli być wypierani ze swoich pozycji krok po kroku. Pułk Szkocko-Kanadyjski otrzymał rozkaz wykonania nocnego ataku wzdłuż wybrzeża do Fortu Lapin. 27 września Kanadyjczycy tymczasowo wycofali się podczas ataku ciężkich bombowców na niemieckie punkty umocnione. Fort Lapin upadł dopiero po dalszych atakach powietrznych i wsparciu ze strony "klasycznych" czołgów uzbrojonych w działa oraz tych z miotaczami ognia. Żołnierze Pułku Winnipeg, ponownie wspomagani przez Churchille Crocodile, zdobyli Fort Nieulay, a Strzelcy Regina osiągnęli swój bezpośredni cel, dzielnicę przemysłową.
Dalszych postępów dokonała kanadyjska 7 Brygada 28 września, ale dwie kompanie Pułku Szkocko-Kanadyjskiego, które przekroczyły kanał chroniący zachodnią stronę Calais, zostały przygwożdżone i odcięte od reszty swoich wojsk na całą dobę, do chwili zawarcia tymczasowego rozejmu. Chciano już wprowadzić w życie plany przebicia się do miasta, gdy Schroeder poprosił o uznanie Calais za miasto otwarte. Propozycja została w pierwszej chwili odrzucona jako taktyka opóźniająca, ale 29 września uzgodniono warunki 24-godzinnego zawieszenia broni w celu umożliwienia bezpiecznej ewakuacji 20 tys. cywilów. W tym czasie przygotowywano plany ostatecznego ataku na Calais, wspieranego przez kolejne ataki powietrzne, gdy tylko rozejm wygaśnie w południe 30 września.
Kanadyjczycy zaatakowali natychmiast po zakończeniu zawieszenia broni, pomimo niemieckich prób poddania się. Gen. Crerar powiedział, że „Hunowie, jeśli chcą odejść, mogą wymaszerować z miasta tylko z podniesionymi rękami, bez broni i machając białymi flagami”. Schröder nakazał załodze zaprzestanie oporu, a kanadyjska 7 Brygada, wchodząc z zachodu, nie spotkała się z żadnym oporem ze strony nieprzyjaciela. Wojska niemieckie poddawały się wszędzie, gdzie tylko spotkały oddziały alianckie. Wymagało to od kanadyjskiego oficera, ppłk P. C. Klaehna (szefa sztabu Pułku Cameron Highlanders), na własne ryzyko, wejścia do Calais podczas ostrzału sojuszniczej artylerii, aby odebrać formalny akt kapitulacji. Schröder opuścił Calais o godz. 19:00 i poszedł do niewoli.

### Cap Gris-Nez

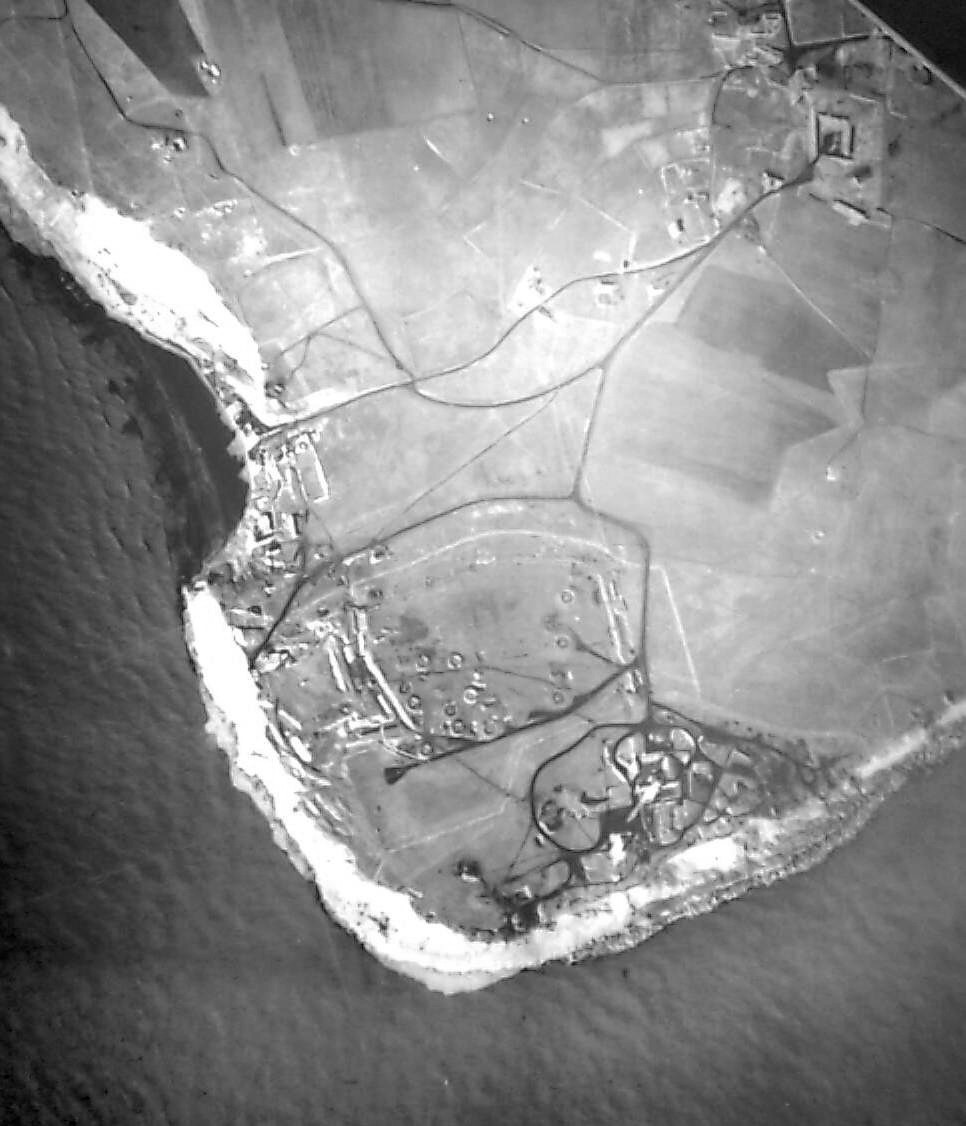
Zdjęcie lotnicze Cap Gris-Nez, zrobione przez bombardiera RAF-u przed bombardowaniem

Pierwsza próba przejęcia Cap Gris-Nez w dniach 16-17 września przez elementy kanadyjskiej 7 brygady nie powiodła się; Brygada została przesunięta ze względu na swoją rolę w natarciu na Calais i zastąpiona przez 7 Pułk Rozpoznawczy, dopóki nie pojawiła się tam większa siła. Kanadyjska 9 Brygada, ze wsparciem pojazdów pancernych 1 Pułku Huzarów i czołgów Churchill Crocodile and pojazdów sapersko-inżynieryjnych z brytyjskiej 79 Dywizji Pancernej, została rozmieszczona na Cap Gris-Nez, aby zdobyć trzy pozostałe baterie ciężkich dział przybrzeżnych. Po prawej kanadyjski Pułk Lekkiej Piechoty Górskiej zaatakował dwie północne baterie, Grosser Kürfurst w Floringzelle oraz Gris Nez, około 1,25 km na południowy wschód od Cap Gris Nez. Po lewej stronie The North Nova Scotia Highlanders zmierzyli się z Batterie Todt w Haringzelles, 2 km na południe od Grosser Kürfurst. Od strony lądu działa były chronione polami minowymi, drutem kolczastym, przeszkodami z drewna i jeżami i barierami przeciwczołgowymi.
Atak piechoty poprzedziły naloty w wykonaniu 532 bombowców RAF-u 26 września i 302 samolotów 28 września. Chociaż prawdopodobnie osłabiły one stanowiska obronne i wolę walki obrońców, powstałe w ich wyniku liczne kratery bombowe utrudniły użycie broni pancernej, powodując zapadanie się czołgów w dołach. Celny ostrzał w wykonaniu Winnie i Pooh, brytyjskich ciężkich dział obrony wybrzeża w Dover, całkowicie wyłączył z walki Batterie Grosser Kürfurst. Jednak pozostałe baterie strzelały teraz w głąb lądu i spowodowały pewne straty wśród brytyjskiej artylerii zgromadzonej w okolicach Wissant, pomimo rozpuszczonej zasłony dymnej.
29 września artyleria otworzyła ogień o godz. 6:35 rano, a atak piechoty rozpoczął się po dziesięciu minutach pod osłoną ostrzału nękającego. Niemcy poddali się szybko, gdy atakujący znaleźli się na ich pozycjach. Lekka Piechota Górska przechwyciła Batterie Grosser Kurfurst do 10:30, mniej niż trzy godziny od rozpoczęcia natarcia, a Gris Nez zostało zdobyte po południu. Pułk The North Nova Scotia Highlanders napotkał jeszcze mniejszy opór, docierając dział bez jednego wystrzału. Żelbetowe ściany bunkrów były nie do skruszenia nawet dla najcięższych alianckich pocisków, ale hałas i wstrząs, który trzeba było wytrzymać, w połączeniu z granatami ręcznymi rzuconymi w ambrazury, skłoniły niemieckie załogi do poddania się przed południem. Pułk The North Nova Scotia Highlanders zajmował w tym samym czasie również lokalną niemiecką kwaterę dowodzeni w Cran-aux-Oeufs. Pomimo imponujących niemieckich fortyfikacji obrońcy zrezygnowali z walki, a operacja na Cap Gris-Nez zakończyła się relatywnie niskim kosztem.

## Następstwa

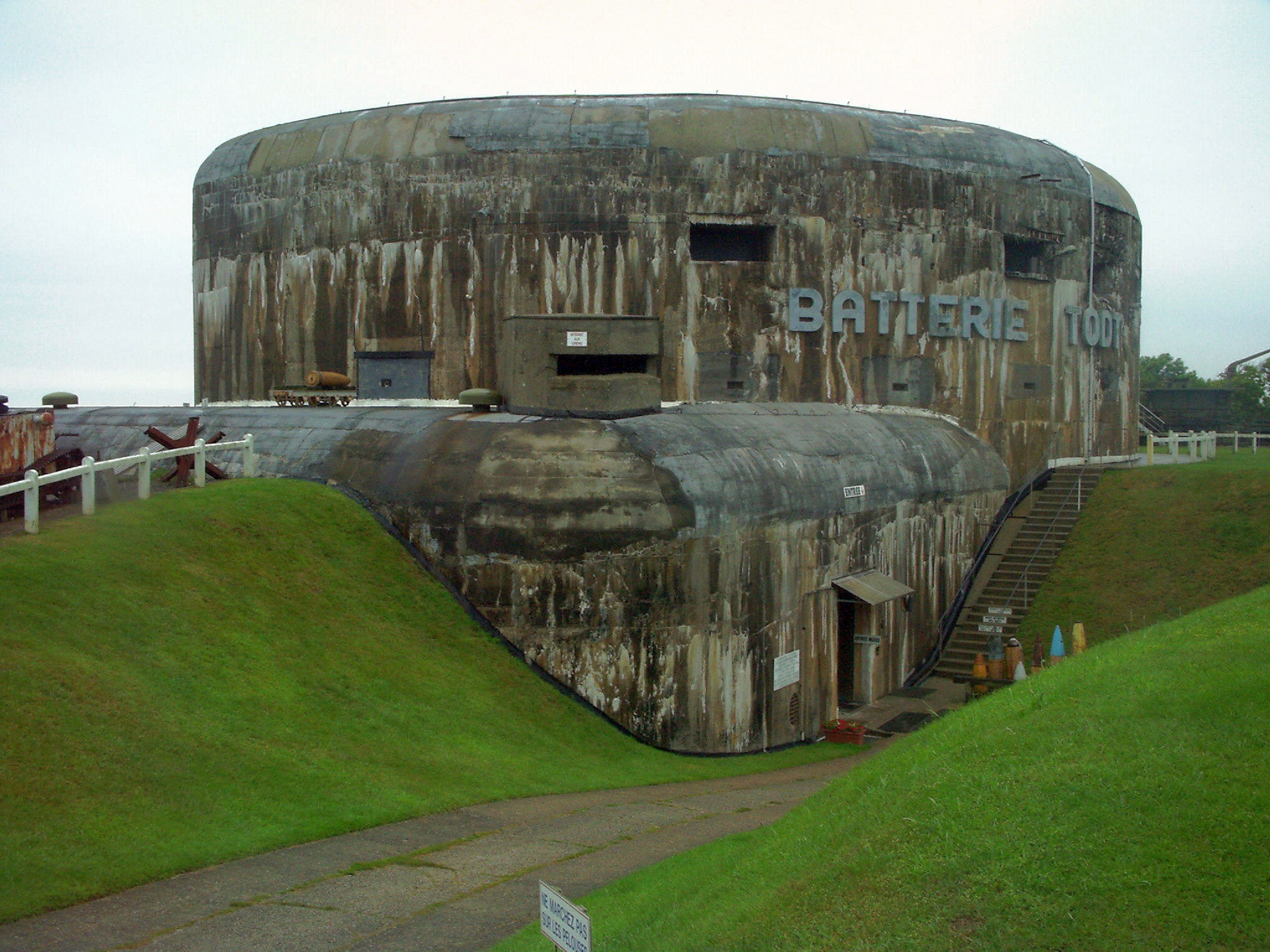
Tył schronu jednego z dział Batterie Todt, obecnie otwarty dla zwiedzających

Uszkodzenie portu w Calais było poważne, dlatego instalacje portowe stały się zdatne do użytku dopiero w listopadzie, po oczyszczeniu ujścia Skaldy i otwarciu Antwerpii. Nawet wtedy ruch był ograniczony do personelu. Wyeliminowanie niemieckich baterii przybrzeżnych pozwoliło jednak na użycie portu w Boulogne; oczyszczanie terenu z min rozpoczęło się w ciągu kilku godzin od sukcesu kanadyjskiej 9 Brygady. Zdobycie niemieckich dział na Cap Gris-Nez zakończyło cztery lata artyleryjskiej wymiany ognia nad kanałem La Manche. Dover doznało ostatniego ostrzału 26 września, a burmistrzowi miasta przekazano niemiecką flagę z baterii na wybrzeżu Francji, aby podkreślić znaczenie tego wydarzenia.
Kanadyjczycy zostali skrytykowani za walki w Calais i innych portach nad kanałem La Manche; tempo ich natarcia oceniono niekorzystnie w porównaniu z postępem innych jednostek alianckich. Montgomery stwierdził, że natarcie armii kanadyjskiej było „źle dowodzone i bardzo powolne”. Montgomery miał złe zdanie o kanadyjskim dowódcy, dlatego pojawiły się spekulacje, że odejście Crerara na zwolnienie chorobowe było eufemizmem na określenie jego faktycznego usunięcia z dowództwa sił kanadyjskich. Zastępca Crerara, energiczny gen. Guy Simonds, był protegowanym Montgomery' ego i dowodził wojskami, które w ciągu następnego miesiąca oczyściły wodne podejścia do Antwerpii.
To nie jedyna zmiana na wysokim szczeblu dowodzenia po bitwie o Calaise. Dowódca 84 Grupy RAF, wicemarsz. lotnictwa Leslie Brown, nie podobał się marsz. Arthurowi Coninghamowi z powodu jego bliskiej współpracy z armią kanadyjską. Coningham chciał zobaczyć, jak siły powietrzne działają niezależnie, a nie w ścisłej współpracy z armią, i szukał „kogoś mniej podporządkowanego wojskom lądowym”. Po otwarciu Antwerpii zastąpił Browna wicemarsz. lotnictwa Edmundem Hudlestonem.